# Batallón de Cazadores «Tarifa» n.º 5
El Batallón de Cazadores Tarifa n.º 5 (BCZ’s) fue, hasta su disolución en 1986 como Regimiento "Tarifa" n.º 33, uno de los 23 Batallones de Cazadores de Infantería de España en 1909. Tenía su acuartelamiento en San Roque (Cádiz) y formaba parte de la 2.ª Brigada Mixta con guarnición en el Campo de Gibraltar, al mando del general José Morales Plá.
El Batallón de Cazadores de Montaña Tarifa n.º 9 tuvo sus cuarteles en Huesca y Sabiñánigo.

## Historial
En el año 1702 se crearon las Milicias de Tarifa, a las que en 1705 se les dio el nombre de Compañía de Escopeteros de Getares con la misión de vigilancia de las costas de Gibraltar.
Su primer Jefe fue el Capitán Gaspar Salado.

### Ultramar
Fue destinado a Cuba en 1896, cambiando su denominación por la de Batallón Expedicionario de Cazadores "Tarifa" n.º 5. Fue disuelto tras su regreso a la península en 1899.

### Batallón de Cazadores
En 1899 fue reorganizado en Jerez de la Frontera como Batallón de Cazadores Tarifa n.º 5, de guarneción en San Roque, donde permanece hasta 1909 cuando fue destinado a Melilla.
En 1925 es renombrado Batallón de Cazadores "África" n.º 8, hasta 1929, cuando es destinado en Larache y recupera su denominación tradicional.

### Regimiento de Infantería "San Fernando" n.º 11
En 1929 desaparece el Batallón al fusionarse con los Batallones Figueras n.º 6 y el Ciudad Rodrigo n.º 7 para formar el Regimiento de Infantería "San Fernando" n.º 11. Al quedar disuelto su historial pasa al Batallón de Cazadores Ceriñola n.º 15.

### Regimiento de Infantería Tarifa n.º 5
En 1930 vuelve a tomar el nombre de Batallón de Cazadores Tarifa n.º 5, que estando en Alicante se fusiona con el Regimiento de Infantería "Princesa" n.º 4 para así formar el Regimiento de Infantería n.º 4.
En 1935 este Regimiento recupera el historial del Batallón Tarifa n.º 5  pasando a denominarse Regimiento de Infantería "Tarifa" n.º 5. Fue disuelto en Alicante al comienzo de la guerra civil española.

### Agrupación de Montaña
En 1939 se restaura como Batallón de Montaña n.º 9, que en 1943, junto con los batallones números 7 y 8, constituyen la Agrupación de Montaña n.º 3 encuadrada en la División 43.
En 1944 este Batallón de Montaña pasa a denominarse Batallón de Cazadores de Montaña "Tarifa" n.º 9, quedando de guarnición en Huesca y Sabiñánigo.
En 1965 se convierte nuevamente en Regimiento con el nombre de Regimiento de Infantería "Tarifa" n.º 33 Plana Mayor Reducida, acuartelado en Huesca y formando parte de la Brigada de Infantería DOT V con cuartel general en Zaragoza.
Fue disuelto definitivamente en el año 1986.

## Recompensas más importantes
- Cruz de Distinción de Chiclana.
- Cruz de Distinción de Tarifa.
- Reconocimiento a su valor en la batalla de Wad-Ras.
- Una calle con su nombre en San Roque.